# Hippocampus lichtensteinii
Hippocampus lichtensteinii es una especie de pez de la familia Syngnathidae en el orden de los Syngnathiformes.

## Morfología
Los machos  pueden llegar alcanzar los 4 cm de longitud total.

## Distribución geográfica
Se encuentra en el mar Rojo. 